# Conseil constitutionnel (Éthiopie)
Pour les autres articles nationaux ou selon les autres juridictions, voir Conseil constitutionnel.
Le Conseil constitutionnel (Amharique: የሕገ መንግሥት ጉዳዮች አጣሪ ጉባኤ, Ye hege mengist goudayoch at'ari goubaé) est un organe établi par la Constitution éthiopienne de 1994 (article 82-1). La structure organisationnelle est élaborée par le Conseil lui-même afin d'assurer la rapidité de ses activités (article 82-3). Il rédige ses règles de procédure et les met en œuvre après l'approbation du Conseil de la Fédération (article 84-4). Le Conseil constitutionnel est chargé d'examiner les litiges concernant l'interprétation de la Constitution.

## Composition et fonctionnement
Il est composé de onze membres (article 82-2) :
- le Président de la Cour suprême fédérale, qui occupe le poste de président du Conseil constitutionnel (article 82-2-a);
- le Vice-Président de la Cour suprême fédérale, qui occupe le poste de vice-président du Conseil constitutionnel (article 82-2-b);
- six juristes, nommés par le Président de la République à la suite d'une recommandation du Conseil des Représentants des Peuples (article 82-2-c);
- trois personnes désignées parmi les membres du Conseil de la Fédération (article 82-2-d).

Le Conseil constitutionnel dispose du pouvoir d'examiner les litiges d'ordre constitutionnel, il remettra ses recommandations au Conseil de la Fédération s'il estime nécessaire d'interpréter la Constitution (article 84-1). Les litiges sont résolus par le Conseil de la Fédération (article 83-1). Il doit régler la question dans les trente jours suivant la réception de l'affaire que le Conseil constitutionnel a soumis (article 83-2). Lorsqu'une loi fédérale ou une loi promulguée par une région est considérée contraire à la Constitution par une cour ou par une partie, le Conseil constitutionnel devra examiner la norme mise en cause et soumettre son jugement au Conseil de la Fédération pour une ultime décision (article 84-2).
Lorsqu'une question d'interprétation constitutionnelle est soulevée dans une cour, le Conseil peut soit:
- renvoyer l'affaire à la cour concernée s'il estime qu'aucune interprétation n'est nécessaire, la partie intéressée peut faire appel devant le Conseil de la Fédération (article 84-3-a);
- examiner la question s'il estime qu'une interprétation est nécessaire, préparer des recommandations et les soumettre au Conseil de la Fédération pour une décision finale (article 84-3-b).

### Source
- Constitution sur le site du Conseil de la Fédération